# Strass
Pour les articles homonymes, voir Strass (homonymie).

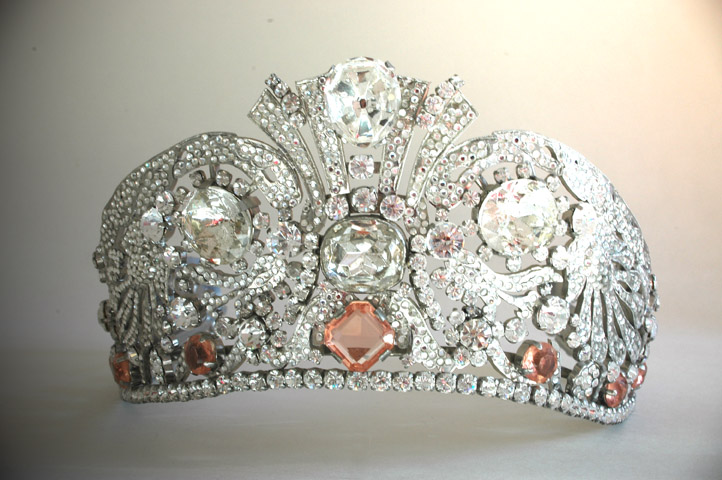
Strass sur une tiare.

Le strass (appelé pierre du Rhin au Canada francophone) est un verre imitant une gemme. Il est utilisé pour la confection de bijoux de fantaisie. Devenu un véritable accessoire de mode, le strass est utilisé partout : sur les vêtements, bijoux, objets de décoration, maquillage de fêtes, ornements de coiffures, tatouages temporaires, etc.
Le strass est un cristal (verre constitué d'au moins 24 % d'oxyde de plomb) avec un fort pourcentage d'oxyde de plomb pouvant dépasser 50 %, ce qui lui donne un très haut indice de réfraction. C'est grâce à cet oxyde qu'il y a différents reflets et une bonne brillance. Des oxydes métalliques peuvent être ajoutées pour colorer et donner des aspects d'émeraude, de rubis ou de saphir.
Le terme strass, apparu en 1746, est dérivé du nom d'un joaillier strasbourgeois, Georges Frédéric Strass, qui mit à la mode ce type de bijoux. Ce joaillier, né à Wolfisheim le 29 mai 1701 et décédé le 22 décembre 1773, n’était autre que le joaillier du roi de France.
Ce bijoutier eut l'idée en 1746 de confectionner des bijoux à bas prix.
Certains modèles très rares coutèrent plus cher que les originaux[réf. nécessaire].

## Galerie

Montre de poche en or et cadran en émail (1770-), musée Tal-Hallwyl.
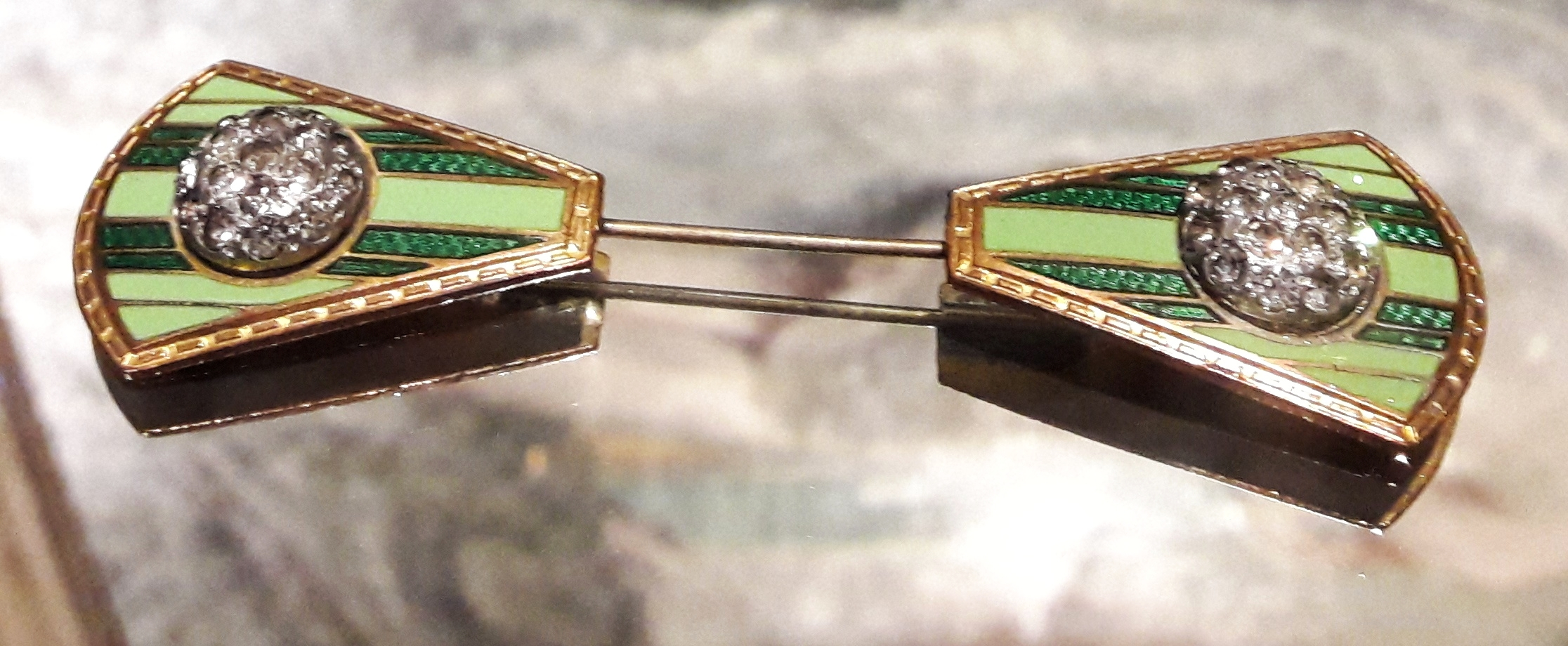
Pince à jabot avec pierres en strass (années 1920 - 1930).
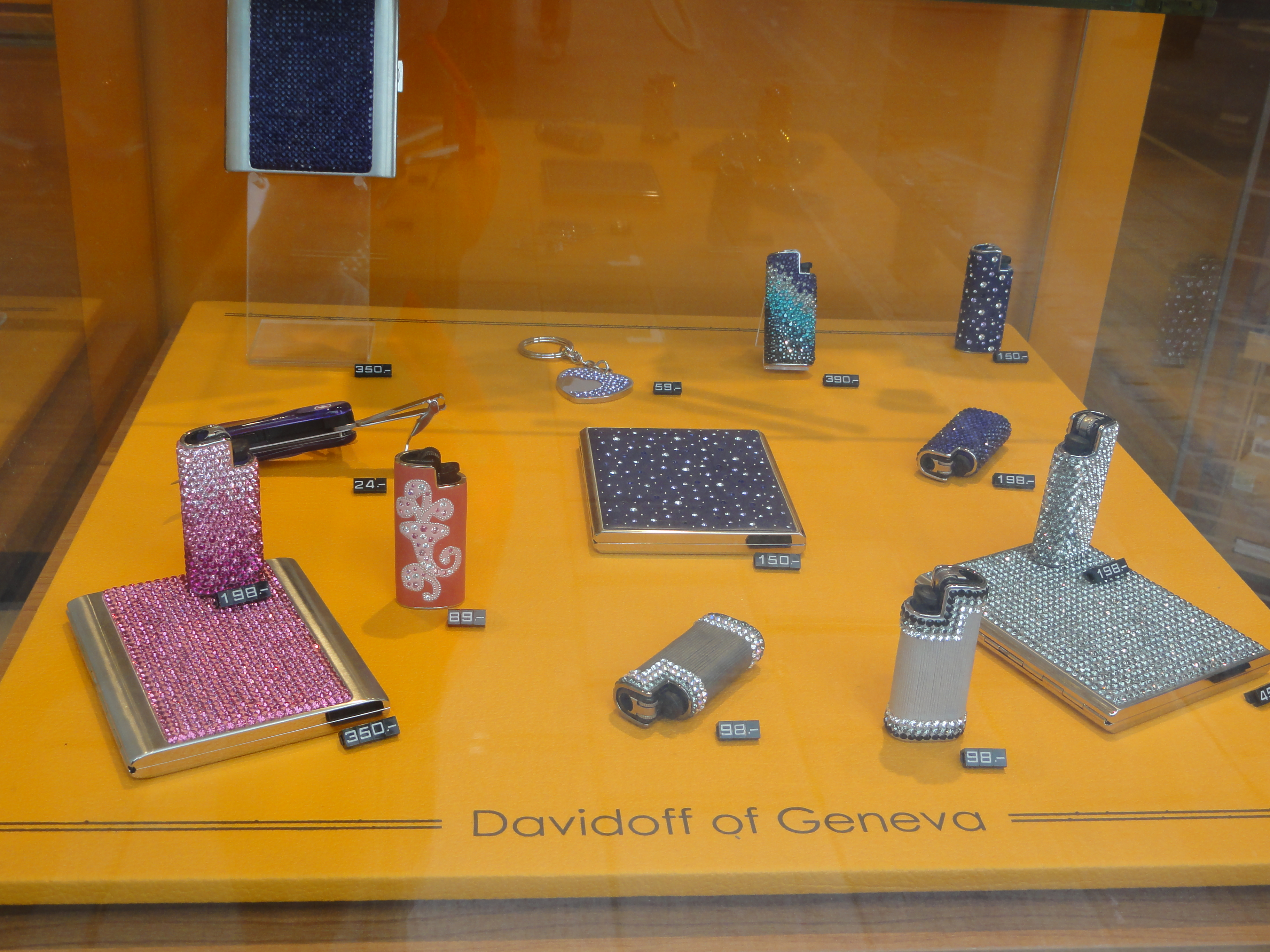
Accessoires de luxe pour fumeurs.
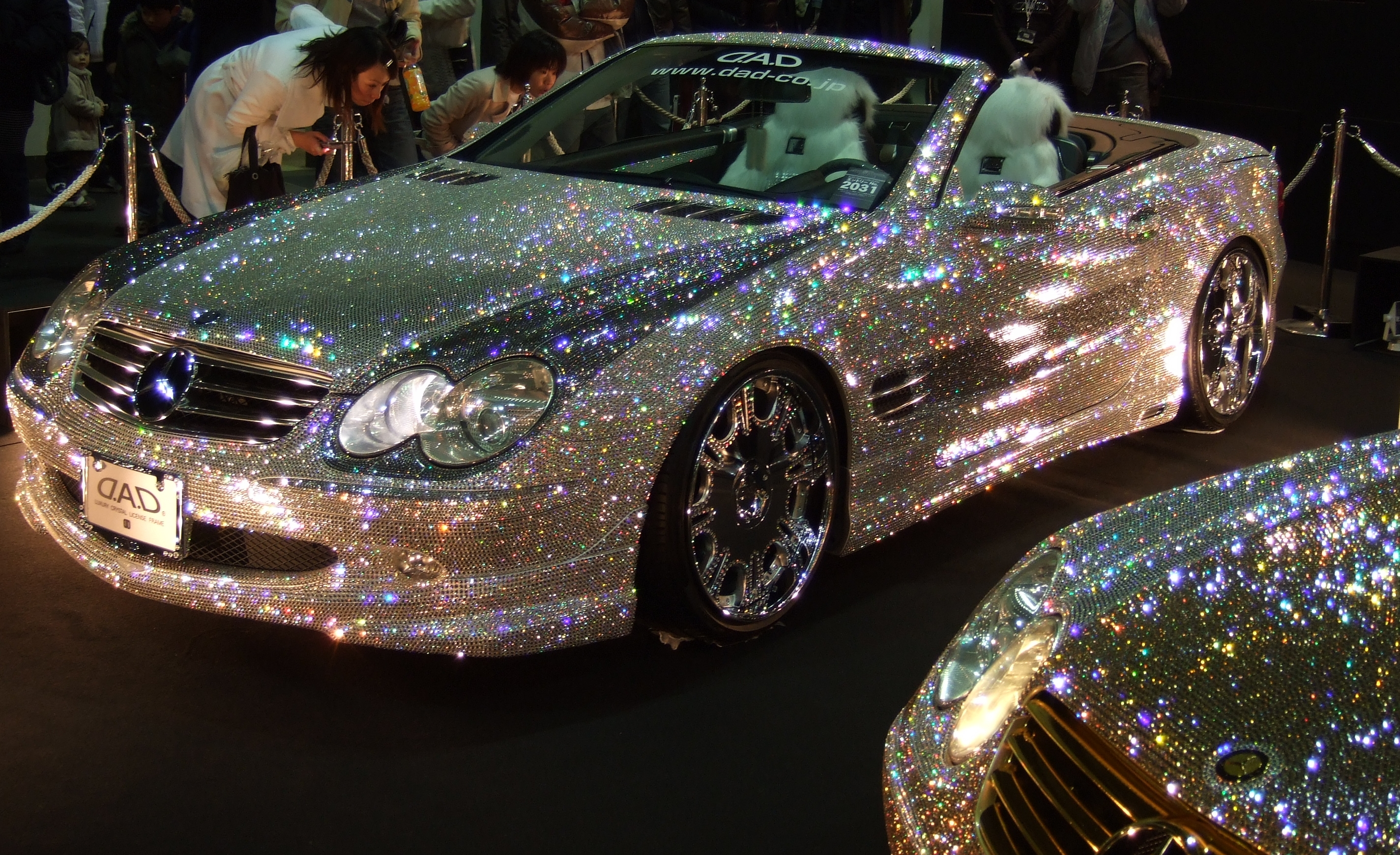
Voiture recouverte de strass créée par Swarovski.
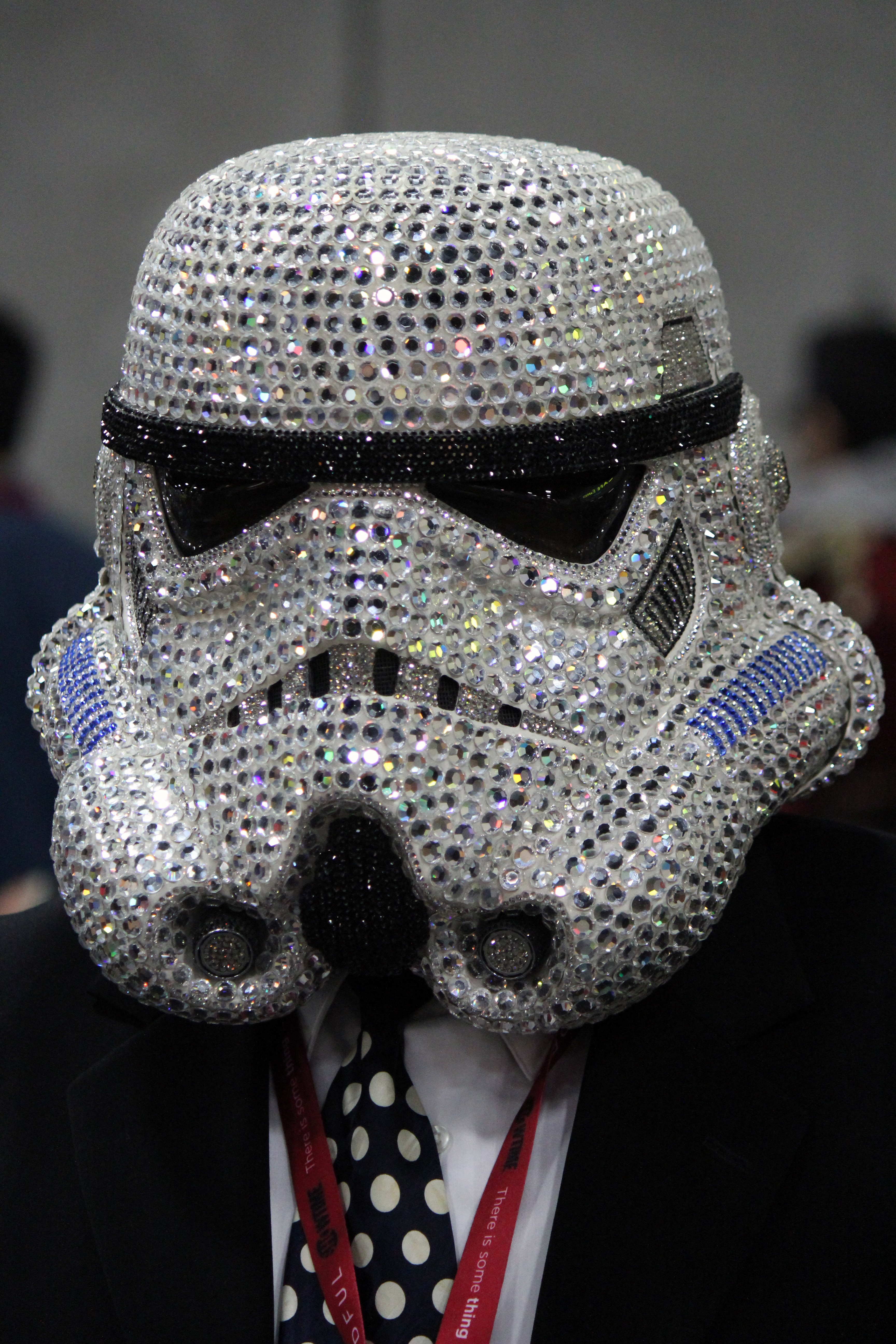
Casque de stormtrooper pour un cosplay (2014).
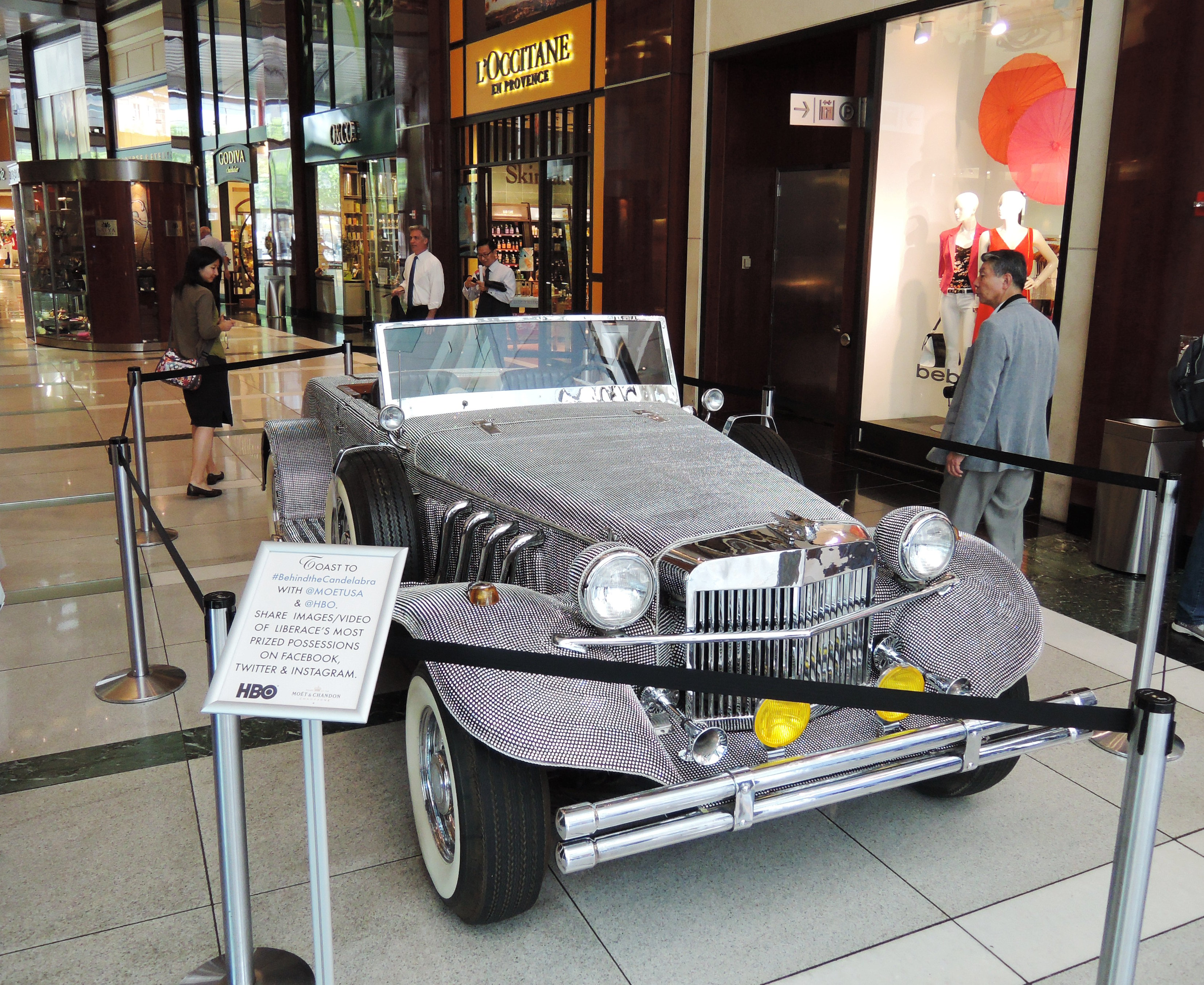
Voiture en strass de Liberace.